# Maison au 13, rue des Frères à Saverne
La maison au 13, rue des Frères à Saverne est un monument historique situé à Saverne, dans le département français du Bas-Rhin.

## Localisation
Ce bâtiment est situé au 13, rue des Frères à Saverne.

## Historique
L'édifice fait l'objet d'une inscription au titre des monuments historiques depuis 1929.

## Architecture

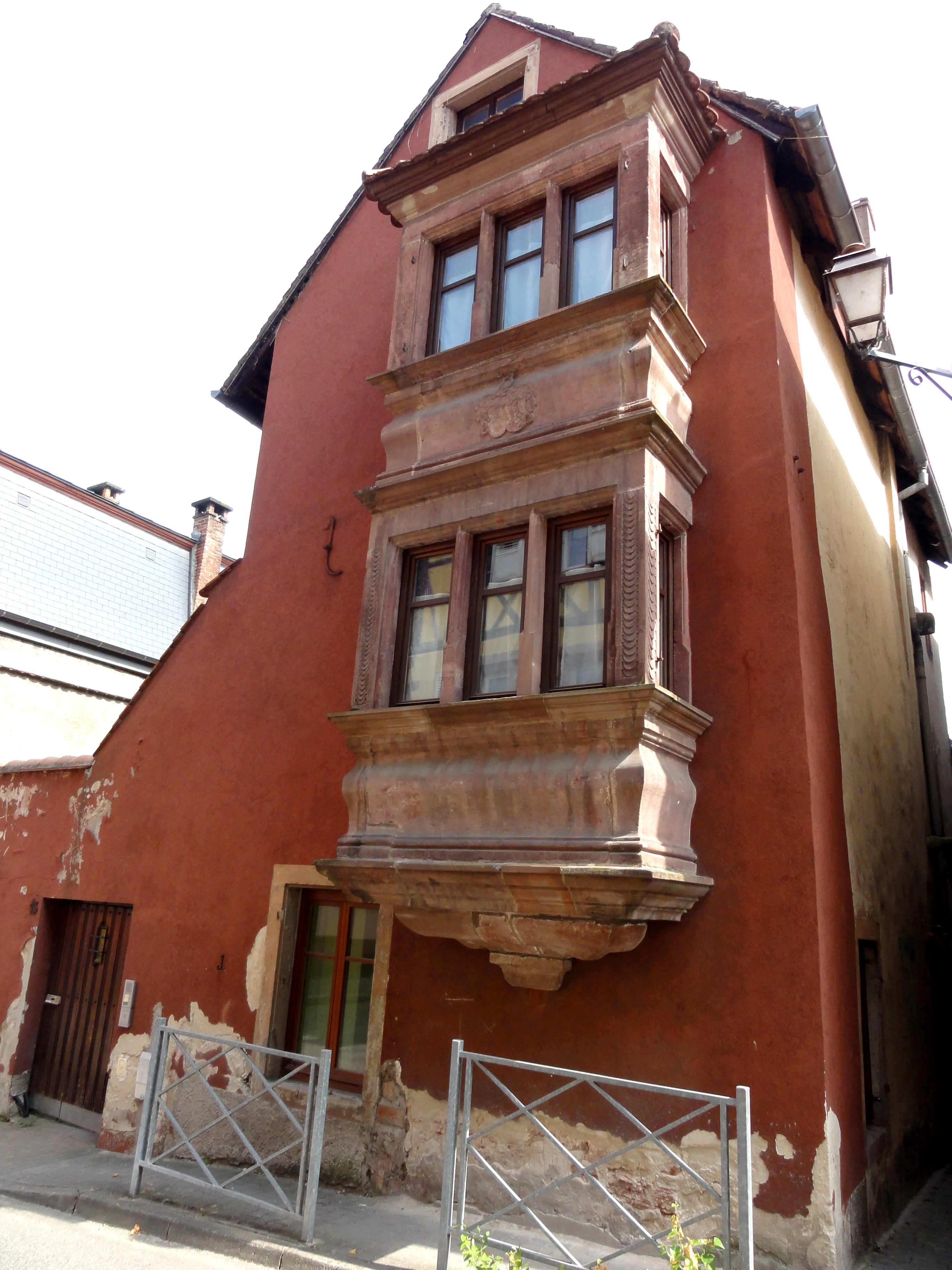